# 항하우역
항하우역 (중국어 정체자: 坑口, 광둥어 예일 표기법: Hāangháu, 영어: Hang Hau)는 홍콩 신계 정관오 항하우 푸이싱로에 위치한 홍콩 지하철 정관오선의 역이다.
2009년 7월 26일 로하스파크역 개통 전까지 홍콩 지하철에서 가장 동쪽에 위치한 역이었다. 역에서 도보로 약 10분 거리에 있는 항하우 마을에서 역명을 따왔으며, 역 위쪽에는 민간주택 단지인 레지던스 오아시스와 그에 딸린 쇼핑센터인 레인 (Lane)이 있다.

## 역사
1999년 역 건설사업에 13억 홍콩 달러의 예산이 편성되었으며 프랑스 건설사 부이그의 홍콩자회사인 드라가주 에 트라보 퍼블릭스 (Dragages et Travaux Publics)가 시공을 맡았다.
2002년 8월 18일에 개업하였다.

## 역 구조
| G         | 대합실                   | 출구 A와 B, 대중교통 환승센터 |
| G         | 대합실                   | 옥토퍼스 카드 홍보기          |
| L1 승강장 | 단식 승강장, 왼쪽문 열림 | 단식 승강장, 왼쪽문 열림      |
| L1 승강장 | 승강장 1                 | → 정관오선 보람 방면 (종점) → |
| L1 승강장 | 승강 2                   | ← 정관오선 박곡 방면 (정관오) |
| L1 승강장 | 단식 승강장, 왼쪽문 열림 |                               |

## 출입구

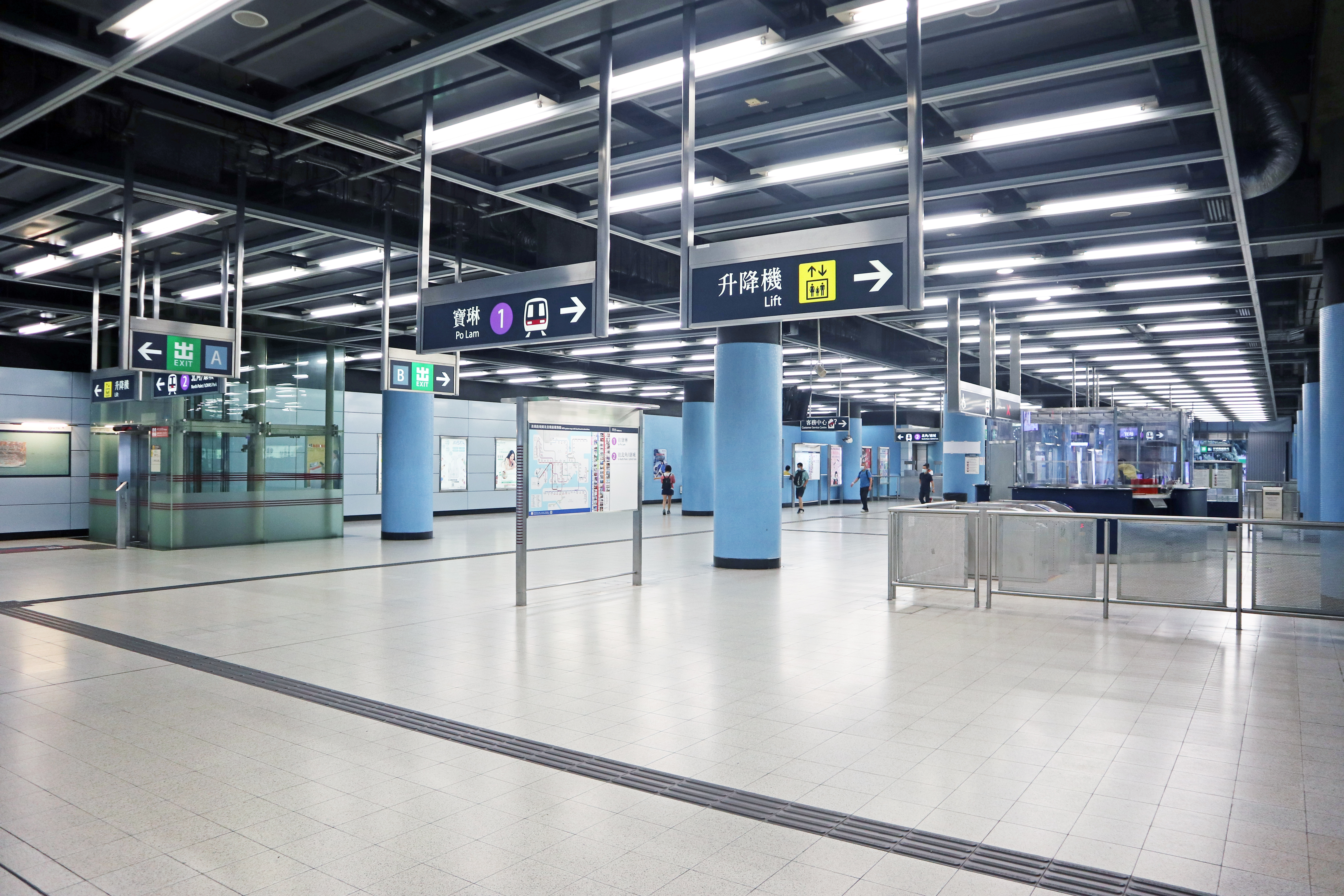
2020년 대합실 승차구역

역 양쪽 끝에 A와 B, 두 개의 출구가 있다. 각 출구는 인접한 두 개의 개별 출구로 나뉜다.
- A1 : 레지던스 오아시스
- A2 : 온닝 가든
- B1 : 더 레인
- B2 : 정관오 체육경기장[a]

## 참고
1. ↑  B2 출구는 2015년까지 항하우역 대중교통 환승센터 (Hang Hau Station Public Transport Interchange)로 불렸다.